# Endimione dormiente
L'Endimione dormiente della Galleria nazionale di Parma è un dipinto datato 1505-1510 a olio su tavola (24,8x25,4 cm) di Cima da Conegliano.

## Storia
L'opera entrò nella collezione della Galleria, assieme al suo pendant, il Giudizio di Mida, grazie all'acquisto, da parte di Maria Luigia, dalla collezione della famiglia Dalla Rosa-Prati, discendente da Scipione Dalla Rosa uno dei protagonisti più attivi nella vita culturale del primo Cinquecento Parmense. Scipione, nipote di Bartolomeo Montini, fu infatti, tramite tra il giovane Correggio e la Badessa Giovanna da Piacenza committente di Cima di Conegliano per la Pala Montini nel Duomo di Parma. Non è certa la destinazione di questa tavola e del suo pendant, ma si suppone fossero parte di un cassone nuziale oppure di uno strumento musicale a tastiera.

## Descrizione
L'opera si rifà a un tema molto comune nella cultura Rinascimentale. Il soggetto ripreso dalle Eroidi di Ovidio descrive il giovane Endimione addormentato mentre viene visitato da Diana - Selene, raffigurata dalla falce di luna al centro della composizione; sulla destra è rappresentato un cervo dormiente, animale sacro alla dea.